# Trois Aiguilles
Pointe de Mandallaz
Les Trois Aiguilles ou pointe de Mandallaz, anciennement orthographié pointe de Mandalle, est un sommet de France situé dans les Alpes, en Savoie et Haute-Savoie. Avec 2 277 mètres d'altitude, il domine la vallée de Manigod à l'ouest et le val d'Arly et Flumet à l'est. Il se trouve dans la chaîne des Aravis, au sud de l'Étale et au nord-est de la tête de l'Aulp. L'aiguille de Manigod s'élève à 2 024 mètres d'altitude sur son flanc occidental.

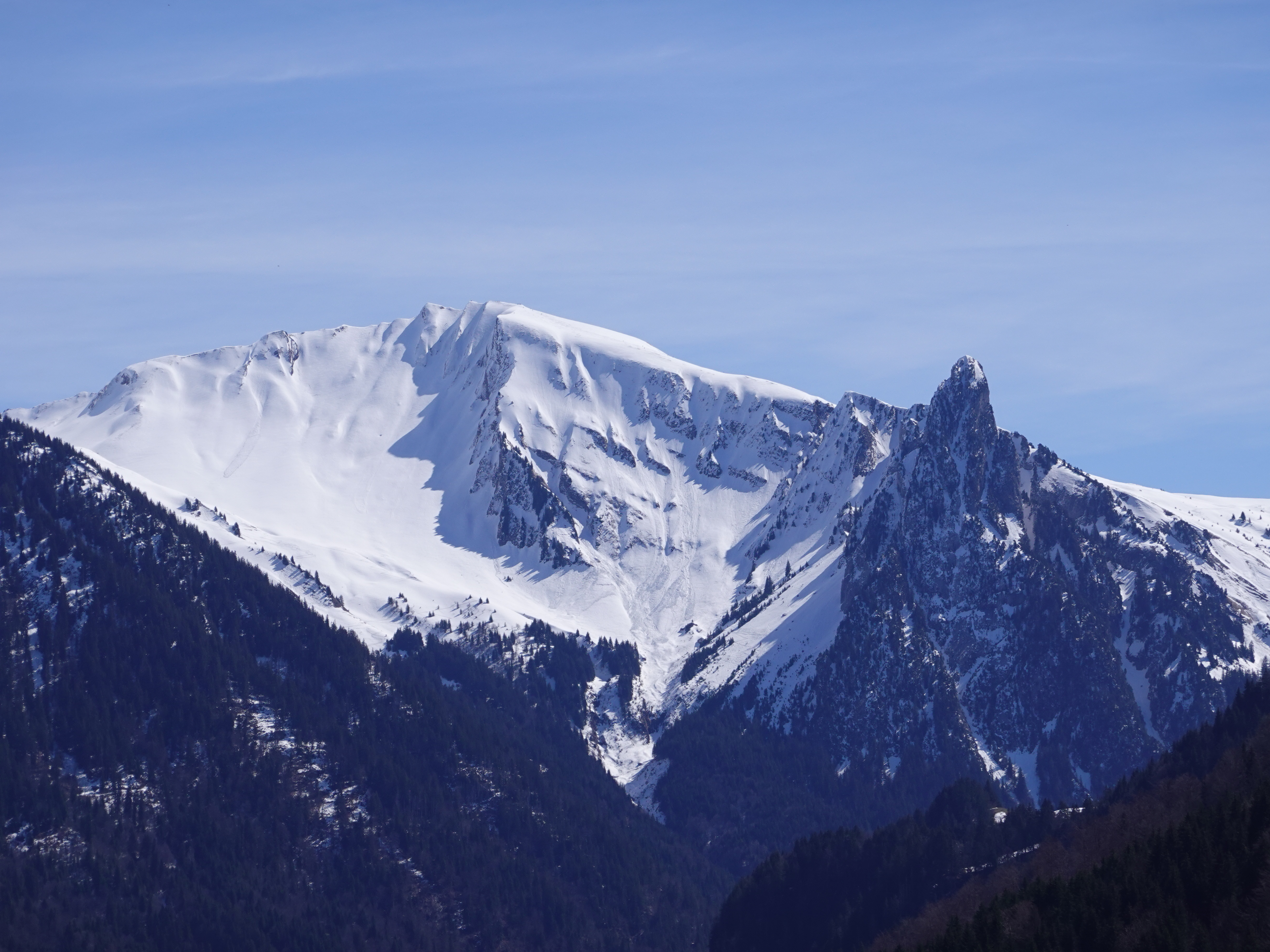
Les Trois Aiguilles ou pointe de Mandallaz avec à droite l'aiguille de Manigod vues depuis l'ouest.